# Форгач, Адам
Граф Адам Форгач фон Гимеш (1601 — 10 июня 1681) — австрийский фельдмаршал (1655). 

## Биография
Родился в 1601 году. Происходил из рода венгерских магнатов, владевших крупными поместьями в современной Словакии. был старшим сыном палатина Венгрии Сигизмунда Форгача (англ.). В 1643 году был назначен комендантом крепости Нойшатель (Нове-Замки, ныне — Словакия). В августе 1652 года в качестве самостоятельного командира одержал победу над 4-тысячным турецким отрядом, мародерствовавшим на австрийской территории. После этого случая репутация Форгача как полководца сильно возросла, а 26 июля 1655 он был произведён в фельдмаршалы.
Однако, в ходе Австро-турецкой войны 1663–1664 годов, Форгач во главе пяти с половиной тысяч солдат 6 августа 1663 года попал в турецкую засаду и был разбит турками. Из воинов отряда спаслось не более 400 человек. Сам Форгач с остатками своих войск заперся в Нойшательской крепости.
Подошедшие турки предложили Форгачу сдать крепость, но тот отказался. Тогда турки приступили к бомбардировке крепости. 22 сентября 1663 года в крепости взорвался пороховой склад, располагавшийся в одном из бастионов. Разрушения в крепости были таковы, что её дальнейшая оборона стала невозможна. Форгач сдал город войскам турецкого великого визиря Фазыл Ахмеда-паши Кёпрюлю. После этого турецкие войска быстро заняли немалую часть современной Словакии вплоть до границы с Моравией, причём после окончания войны крепость Нове-Замки отошла к Турции.
За свои неудачи Форгач был судим военным трибуналом, но оправдан, так как трибунал не усмотрел в его действиях никаких признаков должностного преступления.
В 1670 году Форгач был назначен окружным судьёй. Судейские должности занимал вплоть до 1681 года. Скончался, находясь в должности.